# Адюнгирано количество
В линейната алгебра адюнгираното (или допълнително) количество на квадратна матрица по ред i и стълб j е детерминантата на тази матрица без въпросните ред и стълб, със знак зависещ от четността на сбора на i и j (+ при четно и − при нечетно). Прието е да се бележи с Aij.

## Формула
Нека D е матрица n×n над полето F. Ако махнем ред i и колона j от нея, получаваме Мij: матрица (n-1)×(n-1). Тогава:
{\displaystyle A_{ij}=(-1)^{i+j}\operatorname {det} M_{ij}\,}.
Забележка: Това е формула, която се намира като следствие от формалната дефиниция. Прието е да се ползва без доказателство, но преподавател, който иска формална дефиниция, няма да очаква това.

## Приложение
Адюнгираните количества се използват за пресмятания в линейната алгебра. Ето най-известните им приложения:
- Чрез адюнгираните количества може да се намери обратима матрица.
- Детерминантата на дадена матрица може да се намери чрез адюнгираните и количества по някой ред или стълб.
- Адюнгираните количества се ползват във формулата на Крамер за решаване на системи от линейни уравнения.